# Splachnaceae
Splachnaceae là một họ rêu trong bộ Funariales.